# Lauren Francesca

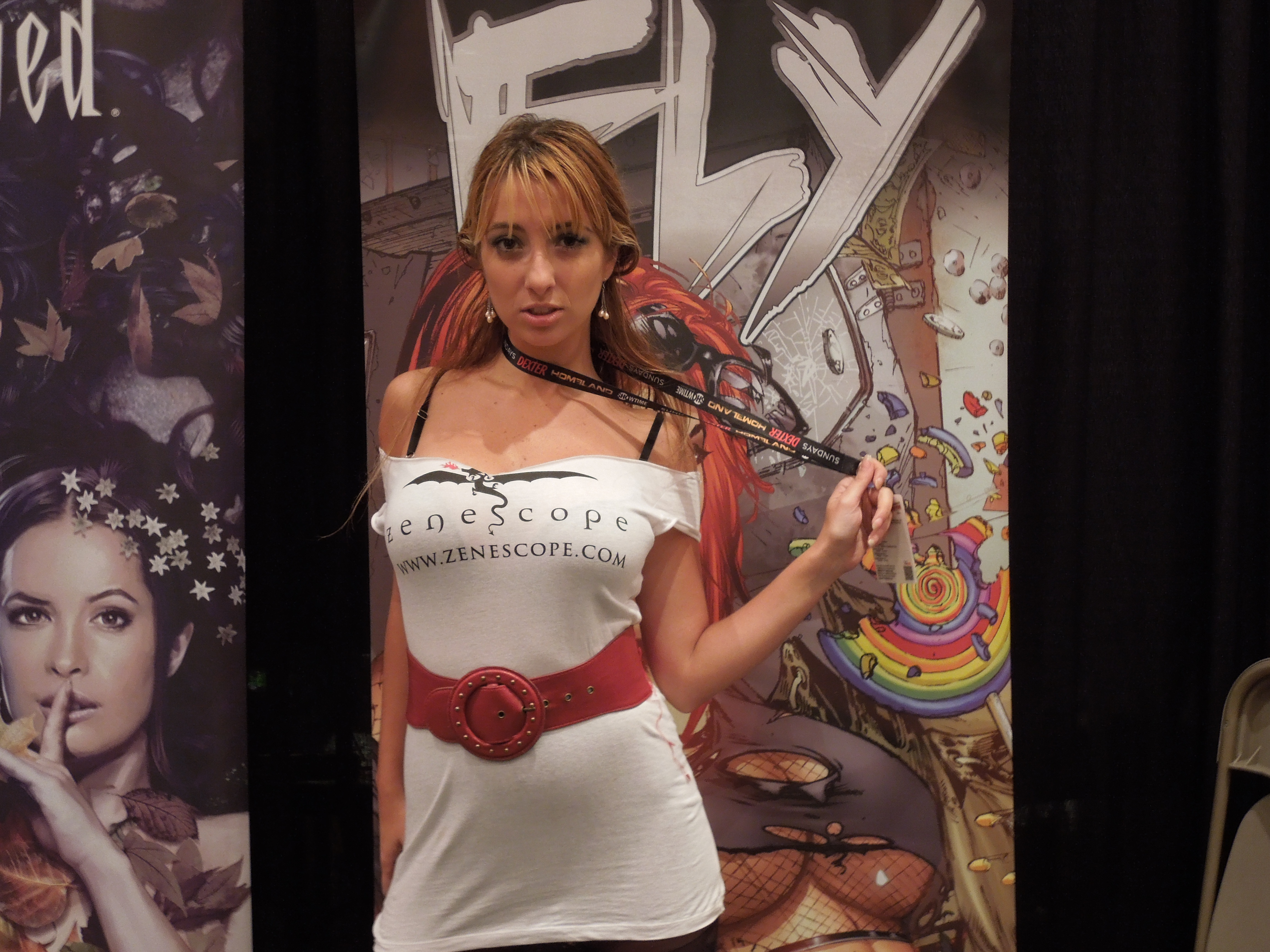
Lauren Francesca 2011 auf der New York Comic Con

Lauren Francesca (* 2. Mai 1992 in Vereinigte Staaten) ist eine US-amerikanische Schauspielerin, Musikerin, Komikerin zu viralen Videos und eine Internet-Persönlichkeit auf YouTube. Sie veröffentlichte auf YouTube mehrere Videos, unter anderem auf den Kanälen Barely Political, CollegeHumor, Epic Meal Time, Philip DeFranco, Jacksfilms, Bo Burnham, Indy Mogul, Mondo Media, Ninja Sex Party und Totally Sketch.

## Biografie
Lauren Francesca wurde am 2. Mai 1992 geboren. Sie ist die Tochter von Fred Siretta, einem Broadway-Schauspieler, Tänzer und Choreograf, der mit Regisseuren wie Elia Kazan zusammengearbeitet hatte, und mit Jo Ann Cifala in der Broadway-Show, bei Very Good Eddie und Whoopie aufgetreten war. Im Alter von zehn Jahren trat Lauren Francesca in einem Solo für mehr als 500.000 Menschen an der Washington Monuments „Amerika singt“ auf. Im Alter von elf Jahren begann sie zu studieren und wurde später als Vollzeit-Studentin an der renommierten Joffrey Ballet School akzeptiert. Sie besuchte die Professional Performing Arts School (PPAS) in New York City, wo unter anderem bemerkenswerte Persönlichkeiten wie Jesse Eisenberg, Alicia Keys, und Claire Danes studierten. In ihrem ersten Jahr an der PPAS wurde sie auch in die Junior Division der Alvin Ailey School aufgenommen. Sie besuchte kurz die Fordham University, wo sie mit einem Stipendium weiter studierte (vorklinisches Medizinstudium), aber wechselte später an das New York Institute of Technology, wo sie ihr Studium schließlich mit dem Abschluss Bachelor of Science in vorklinischer Medizin und Biologie abschloss.
2008 und 2009 erschienen von Lauren Francesca zahlreiche Werbespots, z. B. für AT&T, MTV, Comedy Central und Spike TV. Weiterhin trat sie in verschiedenen Musikvideos bei Musikern auf, wie Los Campesinos!, Wisin & Yandel, Method Man & Redman, und Don Omar. Sie studierte Improvisation bei der Upright Citizens Brigade.

## YouTube
2008 begann Lauren Francesca mit Auftritten in Videos für Barely Productions (damals Barely Political), so auch häufig neben dem Obama-Girl Amber Lee Ettinger. Etwa ein Jahr später, im Jahr 2009, war sie bei Barely Productions The Key of Awesome, in einer Reihe von Musik-Video-Parodien zu sehen. Lauren Francesca Aufstieg begann mit ihrem ersten Auftritt als Darstellerin der Lady Gaga in der Parodie The Key of Awesome Lady Gaga Bad Romance. Das Video ging anschließend viral. Sie hatte später auch weitere Auftritte als Lady Gaga in The Key of Awesome und in anderen Barely-Political-Videos. Sie porträtierte auch Heidi Montag, JWoww, Poison Ivy, Nayer, Christina Aguilera und Mystique.
Sie erschien auch in einer Reihe von Videos für College-Humor, darunter in „XBox Girls Strike Back“, „The Six Girls You'll Date in College“ und „Photoshop Tutorial Rap“.
2010 trat sie in einem Musikvideo für Bo Burnhams Song „Oh Bo“ auf.
Im Februar 2011 startete Lauren Francesca ihren eigenen YouTube-Kanal IWantMyLauren mit Jeff Gurian. Sie arbeitet häufig auch auf diesem Kanal mit dem Schauspieler und der Internet-Persönlichkeit Walter Masterson. Auf dem sie, wie sie selbst erklärt, Lady Gaga sowie Madonna, Paris Hilton und Kim Kardashian darstellt. Sie stellte auch eine Reihe von originellen Charakteren dar, wie Miss Innapropriate und Tammy der Tiger. Sie begann auch gleichzeitig ihren eigenen Vlog-Kanal SecretLifeofLauren.
Im November 2011 wurde sie in dem Musik-Video der Folge 6 zu „Next Time on Lonny“ Lonny Ruft Revenge vorgestellt.
Im März 2012 begann Lauren Francesca Hauptrolle in der Science-Fiction-Parodie-Serie Space Girl auf Barely Political. Space Girl wurde gewählt, um auf der 2012 New York Television Festival konkurrieren.
Ab April 2012 erschien Lauren Francesca als Alice in der YouTube-Web-Serie Comic Company von Zenescope Entertainment.
Im Oktober 2012 erschien Lauren im Ninja-Sex-Party-Musikvideo zu ihrem Song „Unicorn Wizard“ von ihrem Album „Strawberries and Cream“. Lauren ist auch auf dem Album-Cover zu sehen.
Am 5. Januar 2013 erschien Lauren Francesca in der Web-Serie Lenox Avenue: The Series Kapitel IV. Sie diente auch als Produktionskoordinator für die Serie.

## Filmografie
Im Jahr 2009 erschien Lauren Francesca in ihrer ersten Nebenrolle in dem Spielfilm The Gate of Fallen Angels. Sie trat in der Serie Jersey Shore neben Schauspieler Vinny Guadagnino auf.
Don Peyote, One Night Allein, Catskill Park und Muck: 2012–2013 trat Lauren Francesca noch in weiteren Filmen auf. So trat sie in dem Film Hellbenders, der 2012 abgeschlossen wurde, ebenfalls auf. Hellbenders wurde 2012 auf dem Toronto International Film Festival vorgestellt. Weiterhin trat sie auch in den Film Bad Parents auf, der 2013 veröffentlicht wurde.
Lauren Francesca war auch Produzentin des Films Una calle sin Salida, der auch 2010 bei den Cannes Film Festival zu sehen war.
Am 8. Oktober 2009 trat Lauren Francesca bei der The Daily Show im Musikvideo „Still The Boss“ mit Jon Stewart als Tänzer auf, das den Rapper Slim Thug von Daily Show Senior Korrespondent Wyatt Cenac produziert wurde.
Am 18. Januar 2012 erschien Lauren Francesca als Sekretärin in der Serie Investigation Discovery der Episode „The Sausage King“.
Lauren Francesca trat in zwei Episoden der 3. Staffel der FX-Comedyserie Louie auf.
Lauren Francesca arbeitet derzeit im Rahmen eines Pilotprojekts mit dem Schriftsteller Rex Pickett, dem Autor des Romans Sideways.

## Musik
Lauren Francesca hat auch zwei Singles über iTunes Store veröffentlicht: „Hottie“ und „Comic Con Anthem“. Ein entsprechendes Musikvideo für „Comic Con Anthem“ wurde bei YouTube am 18. Oktober 2011 hochgeladen und kann dort eingesehen werden.
Lauren Francesca arbeitet derzeit an einem Album mit dem Sänger, Songwriter und Keyboarder Mark Mangold.
Am 1. Mai 2013 veröffentlichte Lauren Francesca ihr ursprüngliches Musikvideo „Pay My Rent“ auf ihrem YouTube-Kanal.